# Domingo Arenas, Tlaxcala
Domingo Arenas är en ort i Mexiko.   Den ligger i kommunen Nanacamilpa de Mariano Arista och delstaten Tlaxcala, i den sydöstra delen av landet, 70 km öster om huvudstaden Mexico City. Domingo Arenas ligger 2 575 meter över havet och antalet invånare är 539.
Terrängen runt Domingo Arenas är kuperad åt sydost, men åt nordväst är den platt. Runt Domingo Arenas är det ganska tätbefolkat, med 65 invånare per kvadratkilometer. Närmaste större samhälle är Calpulalpan, 12,8 km nordväst om Domingo Arenas. Omgivningarna runt Domingo Arenas är en mosaik av jordbruksmark och naturlig växtlighet.